# Risto Ryti
Risto Heikki Ryti (phát âm tiếng Phần Lan: [risto heikːi ryti], 3 tháng 2 năm 1889 - 25 tháng 10 năm 1956) là tổng thống thứ năm của Phần Lan, từ năm 1940 đến năm 1944. Ryti bắt đầu sự nghiệp của mình với tư cách là một chính trị gia trong lĩnh vực kinh tế và là một nhân vật chính trị trong giai đoạn giữa thời kỳ chiến tranh. Ông đã thực hiện một loạt các tiếp xúc quốc tế trong thế giới của ngân hàng và trong khuôn khổ Hội quốc liên. Ryti từng là thủ tướng trong Chiến tranh mùa đông và Hòa ước Tạm thời. Sau đó ông là tổng thống trong chiến tranh Liên tục. Sau chiến tranh, Ryti là bị đơn chính trong các phiên tòa về trách nhiệm của chiến tranh Phần Lan.

## Tiểu sử
Risto Ryti sinh ra ở Huittinen, Satakunta, một trong bảy người con trai. Cha mẹ của ông là Kaarle Evert Ryti, một nông dân, và Ida Vivika Junttila. Mặc dù đến từ nền nông nghiệp của nông dân, trong thời thơ ấu của mình, Ryti hầu như không tham gia vào công việc của trang trại lớn của gia đình, là một cậu bé có học thức và có học thức. Ông học trong thời gian ngắn tại Trường trung học Pori, và sau đó được dạy kèm ở nhà, trước khi ghi danh vào Đại học Helsinki năm 1906 để học luật. Ryti là người duy nhất có bảy người con vượt qua kỳ thi tuyển sinh đại học; Tuy nhiên ba chị em của ông cũng đã được tuyển vào đại học.